# Mini Moke
La Mini Moke è una piccola vettura scoperta per il tempo libero, tipologia d'auto anche conosciuta come spiaggina, basata sulla Mini. Venne progettata da Sir Alec Issigonis ed era costruita nello stabilimento di Longbridge della British Motor Corporation, nelle vicinanze di Birmingham, tra il 1964 e il 1968.
In questa fabbrica ne verranno realizzate 15.000 ma la produzione continuò in Australia, Portogallo e Italia raggiungendo alla fine un totale di oltre 40.000 esemplari.

## Storia
La Mini Moke nacque a seguito di una richiesta per un veicolo militare leggero, paracadutabile, ispirato alla Jeep della seconda guerra mondiale. Le gomme di piccolo diametro e la ridotta altezza da terra la resero però poco adatta all'impiego in fuoristrada.
Ne venne quindi realizzata una versione, pensata come veicolo da lavoro, destinata al mercato civile. Le caratteristiche di questo veicolo erano il basso prezzo di acquisto e la ridotta manutenzione. Il motore era quello di 850 cm³ che equipaggiava la Mini. La vettura nel Regno Unito però non ottenne un grande successo, nonostante un regime di tassazione favorevole in quanto considerata appunto un veicolo destinato all'uso commerciale. Il problema principale con il quale si dovette confrontare la Moke fu il clima che non rendeva molto comodo l'utilizzo di una vettura scoperta. Inoltre sulle prime Moke il sedile posteriore e la copertura erano degli optional che venivano consegnati a parte ed era poi il proprietario della vettura a doverli montare. La cosiddetta Mark I (prima serie), fabbricata nel Regno Unito, è basata sulla Mini Mark I, che fu prodotta sino al 1967. Tuttavia la Moke fu prodotta sino al 1968 con "base" della prima serie della Mini, nonostante ci sia una nuova versione della Moke, la Mark II, che in più offriva due tergicristalli (ora anche per il passeggero), un nuovo colore (bianco inglese, unito al sempre disponibile Spruce Green), e i cerchi in colore alluminio/argento, in sostituzione di quelli della prima serie, che erano in bianco antico.
Nel 1967 la Moke venne riclassificata e venne considerata un veicolo destinato a uso privato. Il regime di tassazione favorevole scomparve e il prezzo di acquisto salì determinando in pratica la fine della produzione, nel 1968, di questa vettura in Gran Bretagna. Per dare una idea dell'insuccesso che la vettura ebbe in patria si pensi che delle 15.000 unità prodotte solo 1.500 furono vendute nel Regno Unito.
Ne fu tentata la vendita anche negli USA dove però ottenne uno scarso successo.

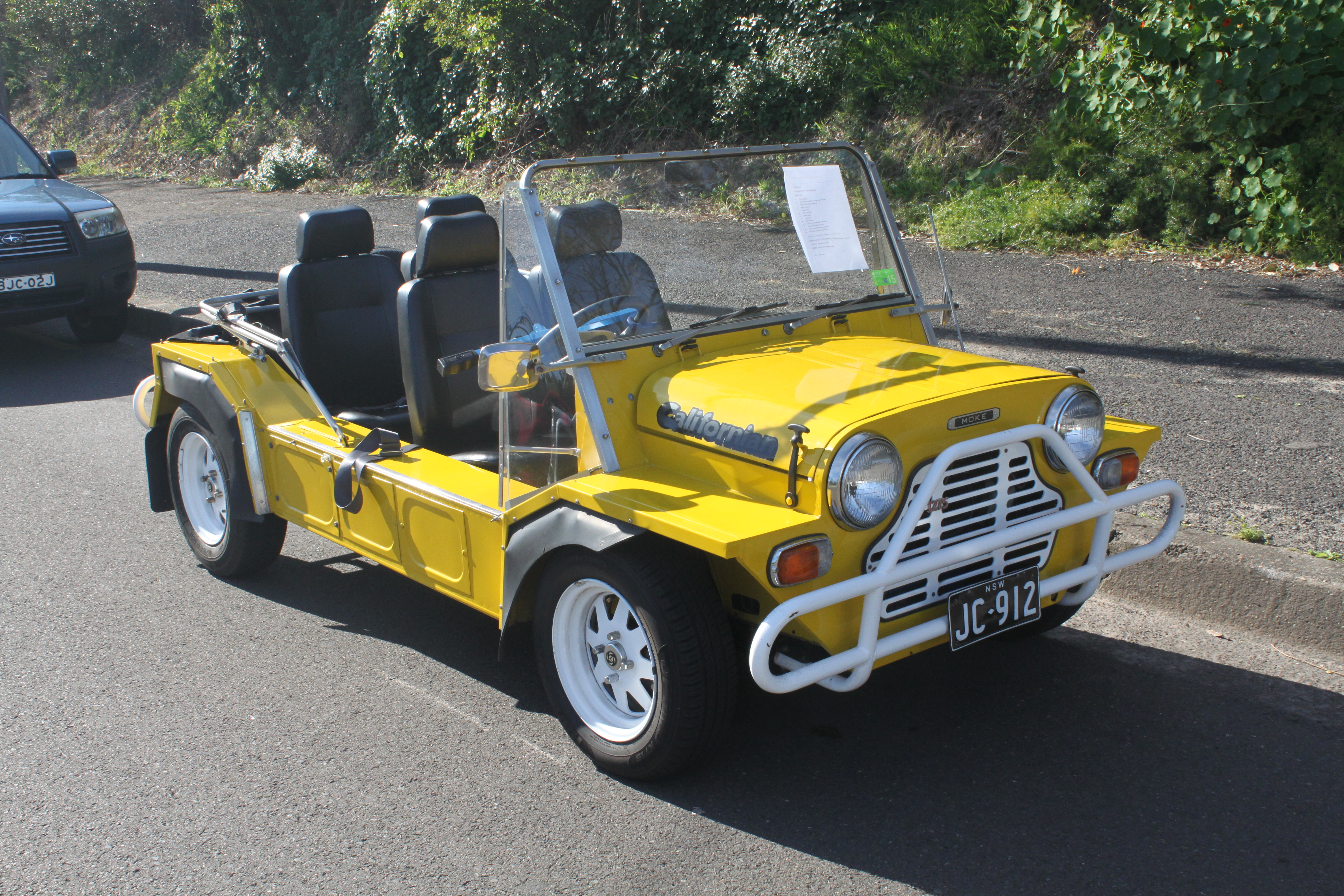
Leyland Moke Californian

Nel 1966 era iniziata la produzione in Australia, paese che per il suo clima si prestava meglio all'utilizzo di un'auto di questo genere. La vettura era realizzata presso gli stabilimenti della British Motor Company di Sydney. Il motore utilizzato aveva una cilindrata di 1.000 cm³ ed era conosciuta come Morris Mini Moke. Nel 1969 venne introdotta la versione Mark II, con il nome di BMC Mini Moke. La vettura pur mantenendo il motore da un litro di cilindrata presentava miglioramenti ai freni, al sistema di raffreddamento, al sistema di guida e delle ruote più grandi. Nel 1970 la parola "Mini" scomparve e la vettura divenne la BMC Moke e in seguito Leyland Moke. La produzione in Australia terminò nel 1981 dopo che ne erano stati realizzati 26.000 esemplari. Inoltre erano state prodotte anche delle versioni speciali quali la versione pick-up (1974) e la Californian dotata di un motore da 1.300 cm³ che venne venduta per un paio d'anni. In seguito (1977) venne riproposta ma con il motore da 1.000 cm³. Tra i miglioramenti introdotti sulle vetture prodotte in Australia c'era anche la capote removibile che veniva fissata con chiusure lampo.

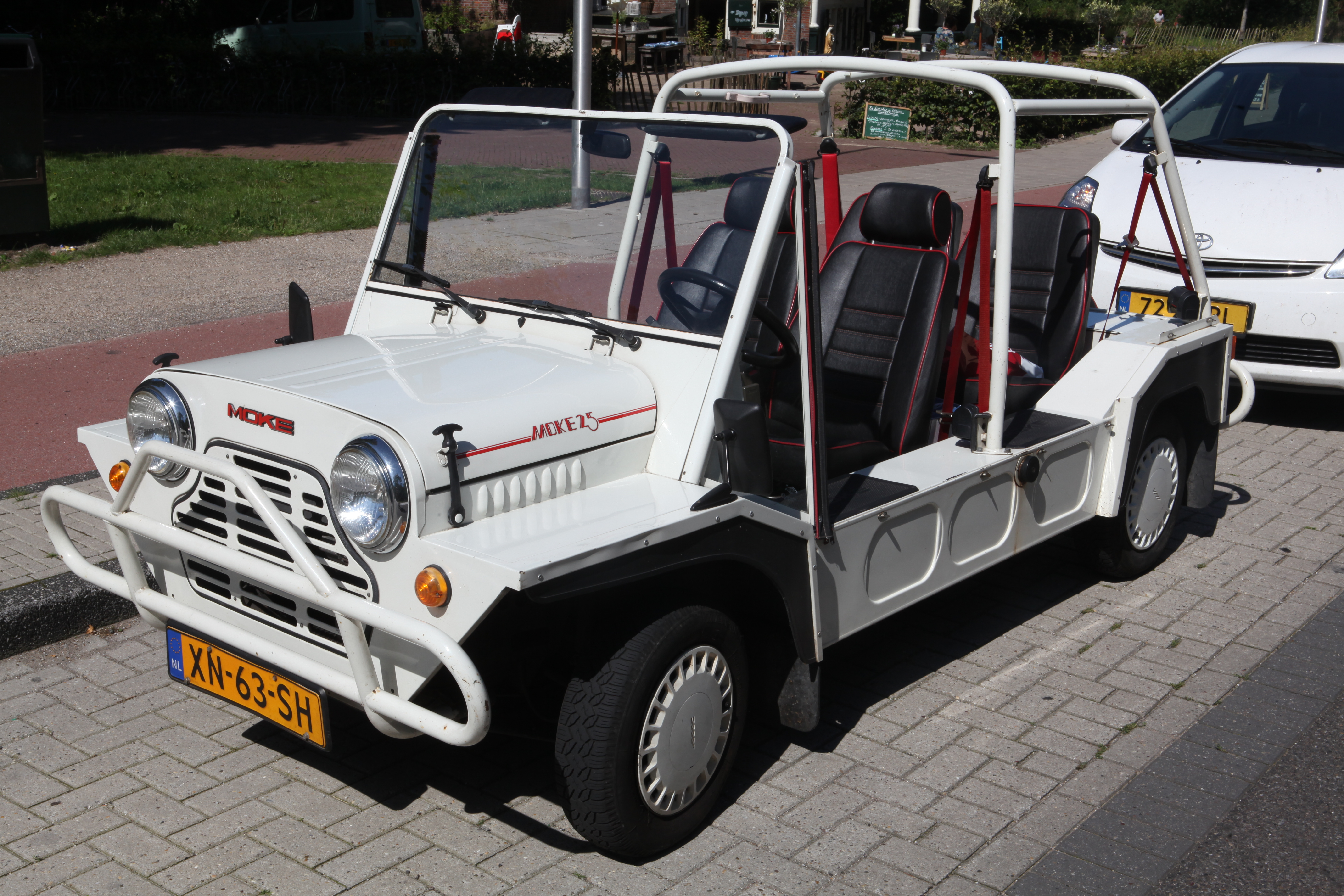
Brithish Leyland Moke 25

Nel 1980 era cominciata, con parti provenienti dall'Australia, la produzione in Portogallo sotto l'egida della British Leyland. Queste vetture venivano vendute come auto da utilizzare nel tempo libero, impiego che aveva dimostrato di incontrare i favori della clientela. Venne anche realizzata una vettura Anniversario, la Moke 25, per festeggiare i 25 anni di produzione. Ma nonostante questo, e le altre 10.000 vetture prodotte, la costruzione di questa auto venne interrotta.

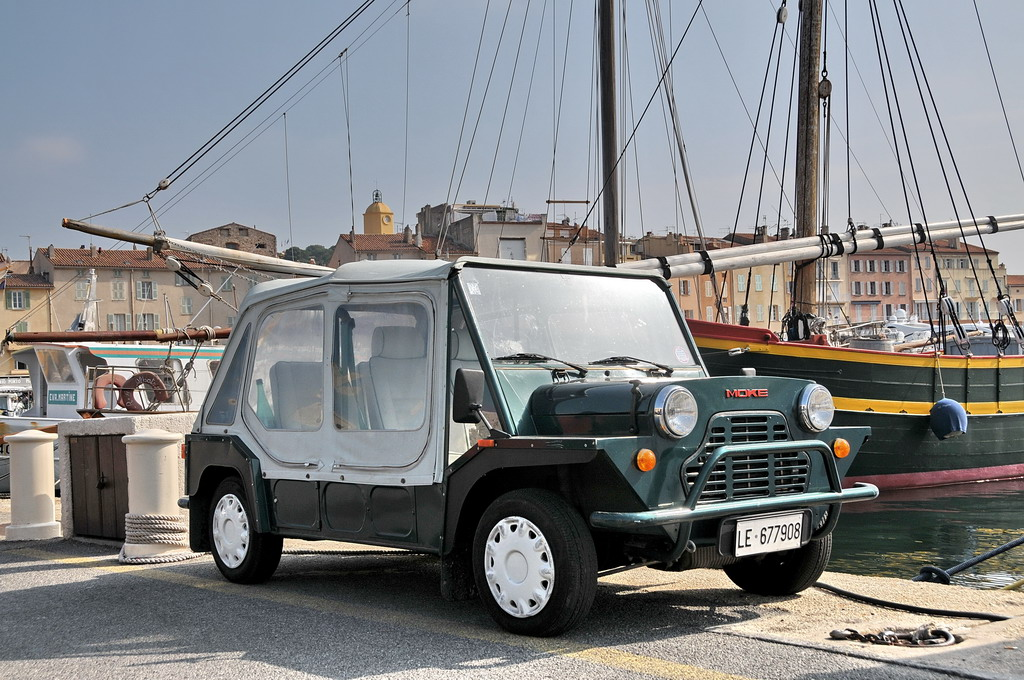
Cagiva Moke

I diritti furono ceduti nel 1992 alla casa motociclistica italiana Cagiva, che ne continuò la produzione costruendone altre 1.500.
Nel 2012 Moke International collabora con il designer Michael Young, con Sicar Engineering e la cinese Chery Motors per progettare una nuova versione che verrà presentata nel dicembre del 2014, al Thai Motor Expo di Bangkok. Questa nuova versione conserva la stessa architettura, con piattaforma rinforzata dai due grandi longheroni scatolati laterali (che formano in pratica la carrozzeria), opportunamente modificata per rispondere alle norme di sicurezza. Il motore è un 4 cilindri benzina 1.0 di origine Chery, con alimentazione a iniezione e 50 CV di potenza, accoppiato a un cambio a 5 marce. All'inizio viene commercializzata solo nei Caraibi, in Australia, nell'isola di Mauritius, in Nuova Zelanda, alle Seychelles e in Tahilandia.

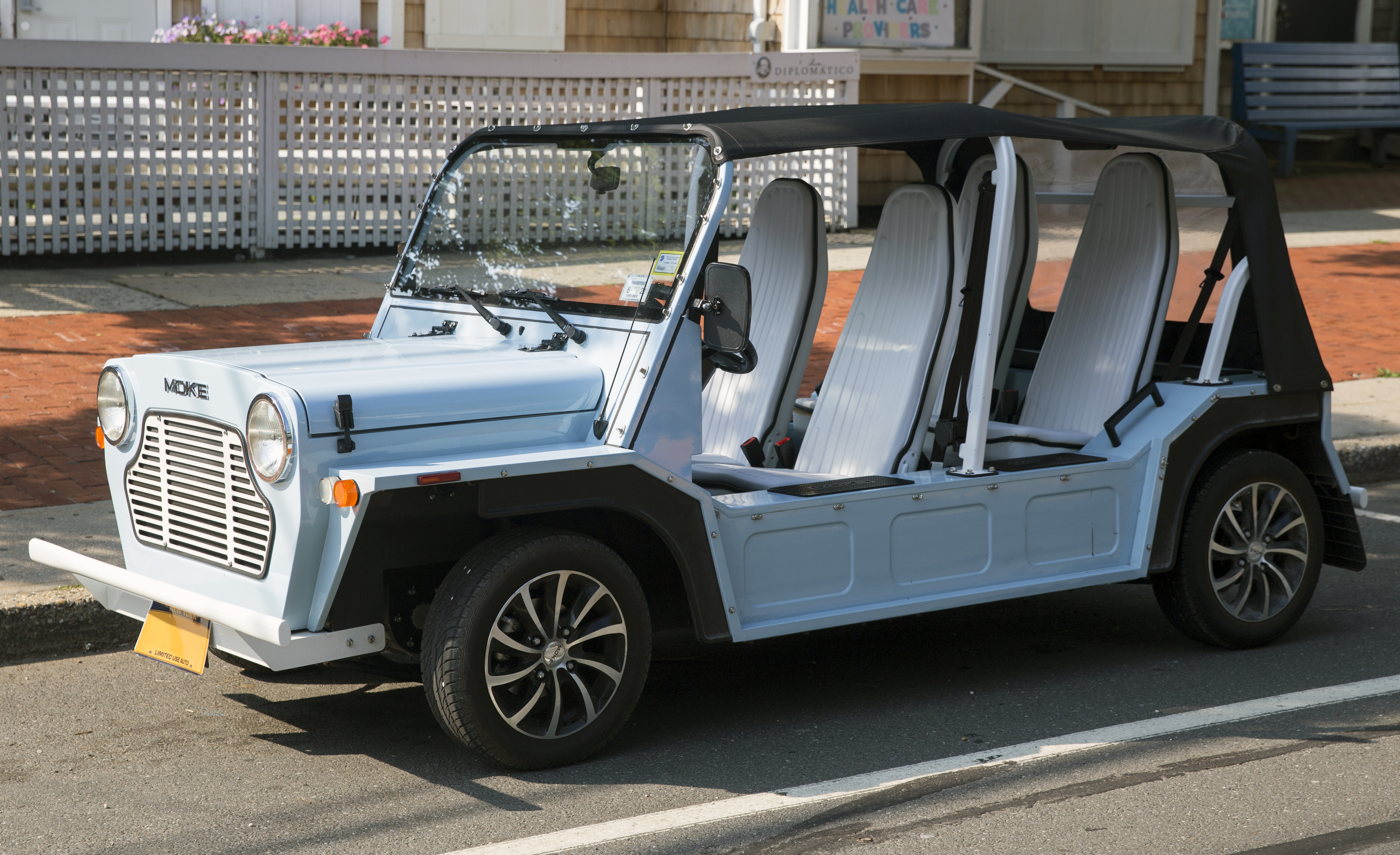
MOKE America eMoke

Parallelamente la casa francese NosMoke presenta la Moke EV, versione elettrica della Mini Moke. La vettura è alimentata da batterie agli ioni di litio da 12 kWh, monta un motore elettrico da 20 CV, raggiunge i 70 km/h e ha un’autonomia di 145 km.
Nel 2016 la società Moke America ha introdotto il veicolo elettrico eMoke negli Stati Uniti.